# Mathias Rauchmiller

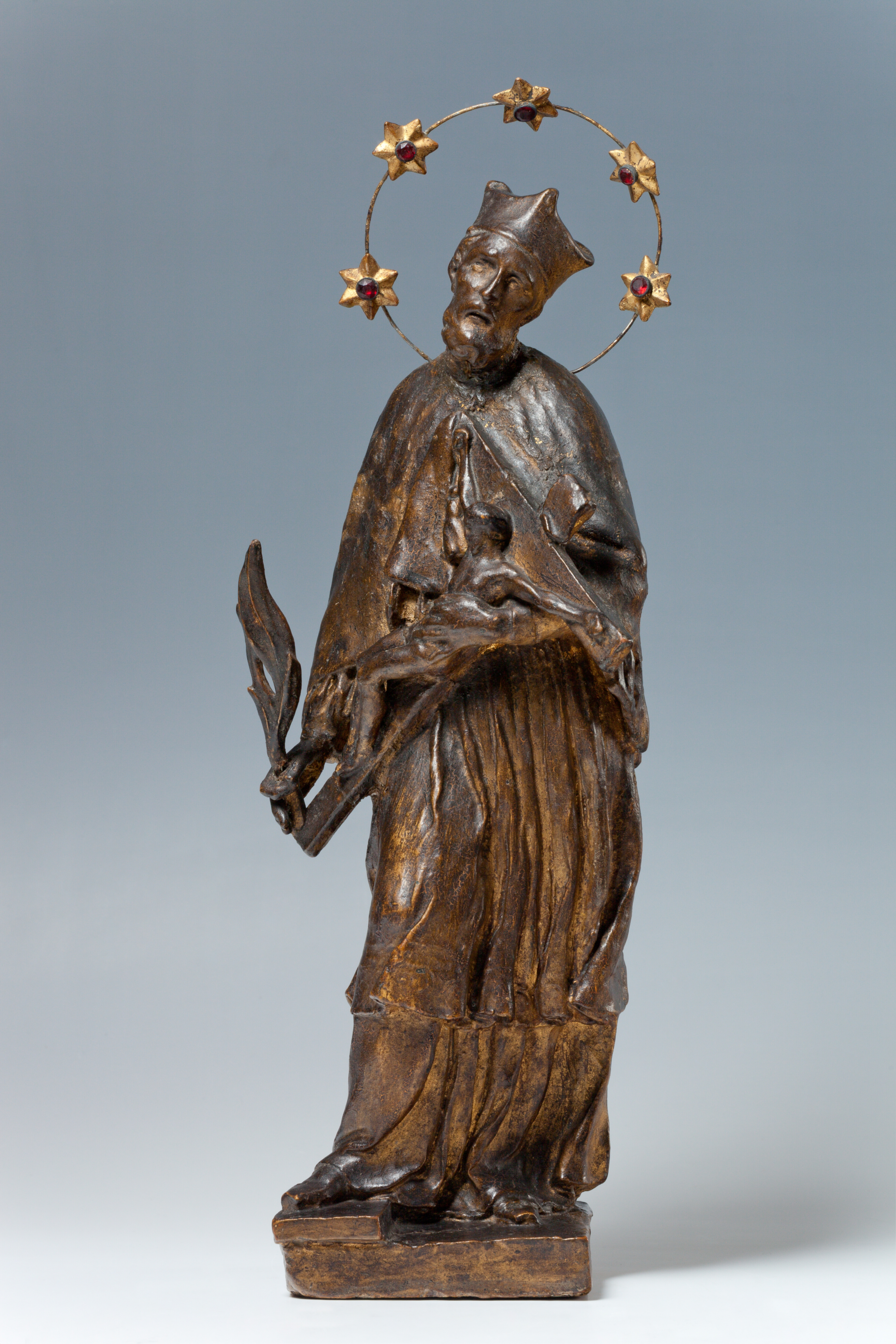
41 cm vysoká soška sv. Jana Nepomuckého (Národní galerie Praha)

Mathias Rauchmiller (11. ledna 1645 Radolfzell am Bodensee – 15. února 1686 Vídeň), také Matthias Rauchmüller, byl malíř, sochař a řezbář německého původu, působící především ve Vídni. Byl autorem předlohy, podle níž vytvořil Jan Brokoff dřevěnou sochu sv. Jana Nepomuckého, která pak byla odlita do bronzu a osazena na Karlově mostě v Praze, a stala se později vzorem pro řadu dalších soch na mostech po celé Střední Evropě.

## Život a dílo
Není známo, kde se Rauchmiller vyučil, pravděpodobně u některé sochařské rodiny v nedaleké Kostnici. V mládí cestoval do Nizozemska, kde byl ovlivněn Peterem Paulem Rubensem a jeho okruhem, včetně těch, jejichž dílo bylo spojeno s římským barokním sochařem Gianem Lorenzem Berninim.
Rauchmillerovo dílo poprvé zaujalo veřejnost v Mohuči, kde v letech 1669–1671 vytvořil krucifix pro místní katedrálu svatého Martina a svatého Štěpána. Kolem roku 1675 byl pověřen vytvořením mramorové hrobky pro Karla Jindřicha Metternicha, který byl v roce 1679 zvolen arcibiskupem, ale zemřel dříve, než mohl být vysvěcen. Hrobka se nachází v kostele Panny Marie (Liebfrauenkirche) v Trevíru.
Od roku 1676 Mathias Rauchmiller pobýval hlavně ve Vídni, kde vytvořil hlavní fresku ve vídeňském dominikánském kostele (Dominikanerkirche). V roce 1679 byl pověřen návrhem pomníku připomínajícího konec epidemie dýmějového moru; místo tehdy obvyklého „morového sloupu“ vytvořil trojstrannou pyramidu s propracovanými plastickými dekoracemi. Pomník ve vídeňském Grabenu byl později dokončen dalšími umělci, ale zachovává Rauchmillerův původní návrh a tři z původních soch (andělé v životní velikosti) jsou na něm rovněž zachovány.
V roce 1681 vytvořil Rauchmiller pro českého šlechtice a právníka Matyáše Gottfrieda Wunschwitze sádrový model pro sochu Jana Nepomuckého, která (ještě před Nepomukovou kanonizací) měla být umístěna na Karlově mostě v Praze. Za svého pobytu na zámku v Poběžovicích (Ronšperk) podle tohoto modelu Jan Brokoff vyrobil dřevěnou sochu, která potom byla odlita norimberským zvonařem Hieronymem Heroldem do bronzu a v roce 1683 instalována na Karlově mostě jako první z barokních soch světců, které jsou nyní na mostě. Rauchmillerův návrh (vousatý kněz nakloněný na jednu stranu, s biretem, krucifixem a svatozáří s pěti hvězdami) se stal archetypem pro pozdější reprezentace tohoto světce.
Kromě mnoha plastik, obrazů a řezeb ze slonoviny Mathias Rauchmiller také nakreslil řadu předloh pro mědirytiny, které tvořili např. augsburští rytci Melchior Küsel, Philipp Kilian nebo Jacob von Sandrart.

## Galerie

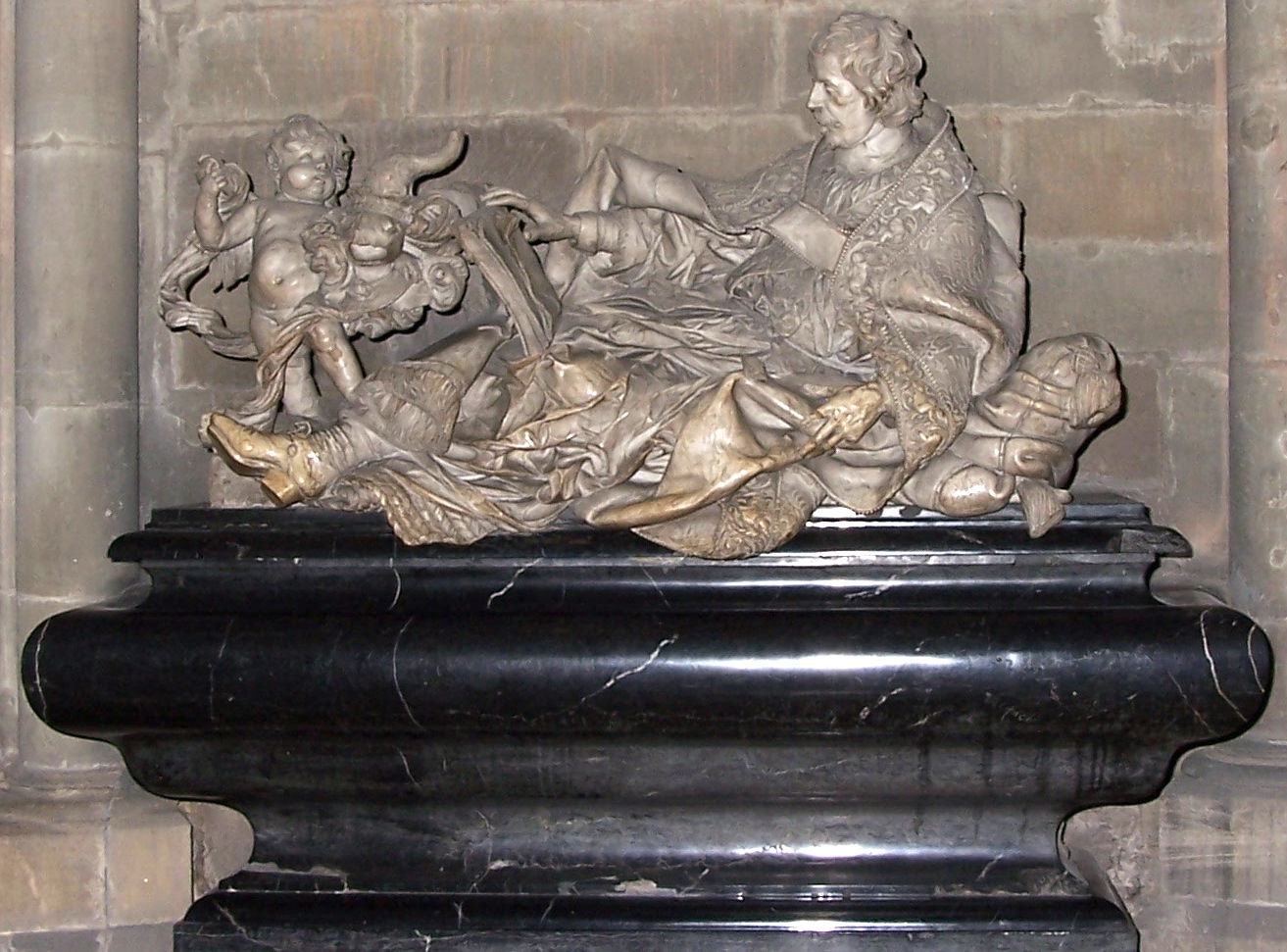
Metternichova hrobka v Liebfrauenkirche v Trevíru
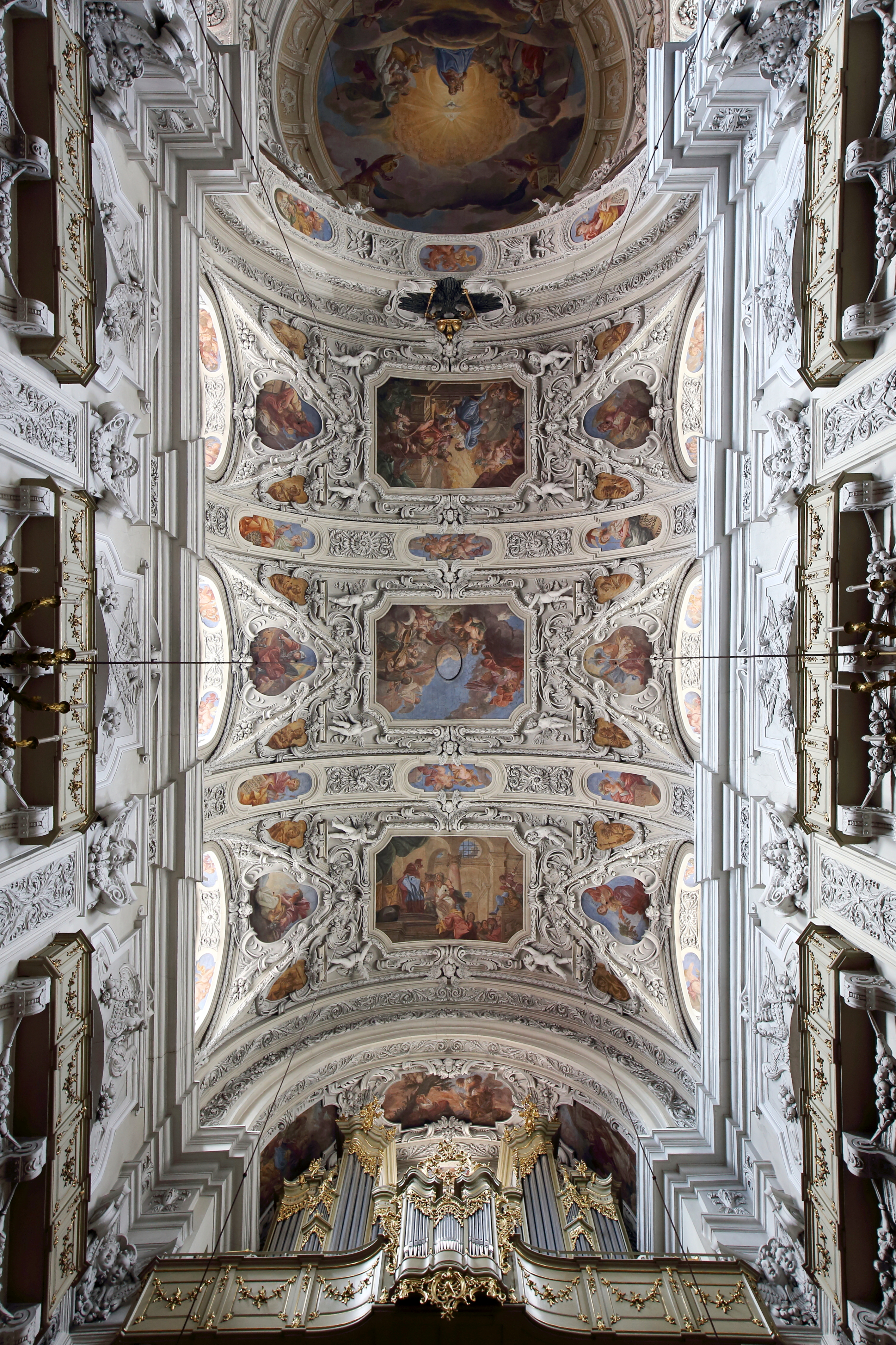
Nástropní freska, Dominikánský kostel ve Vídni
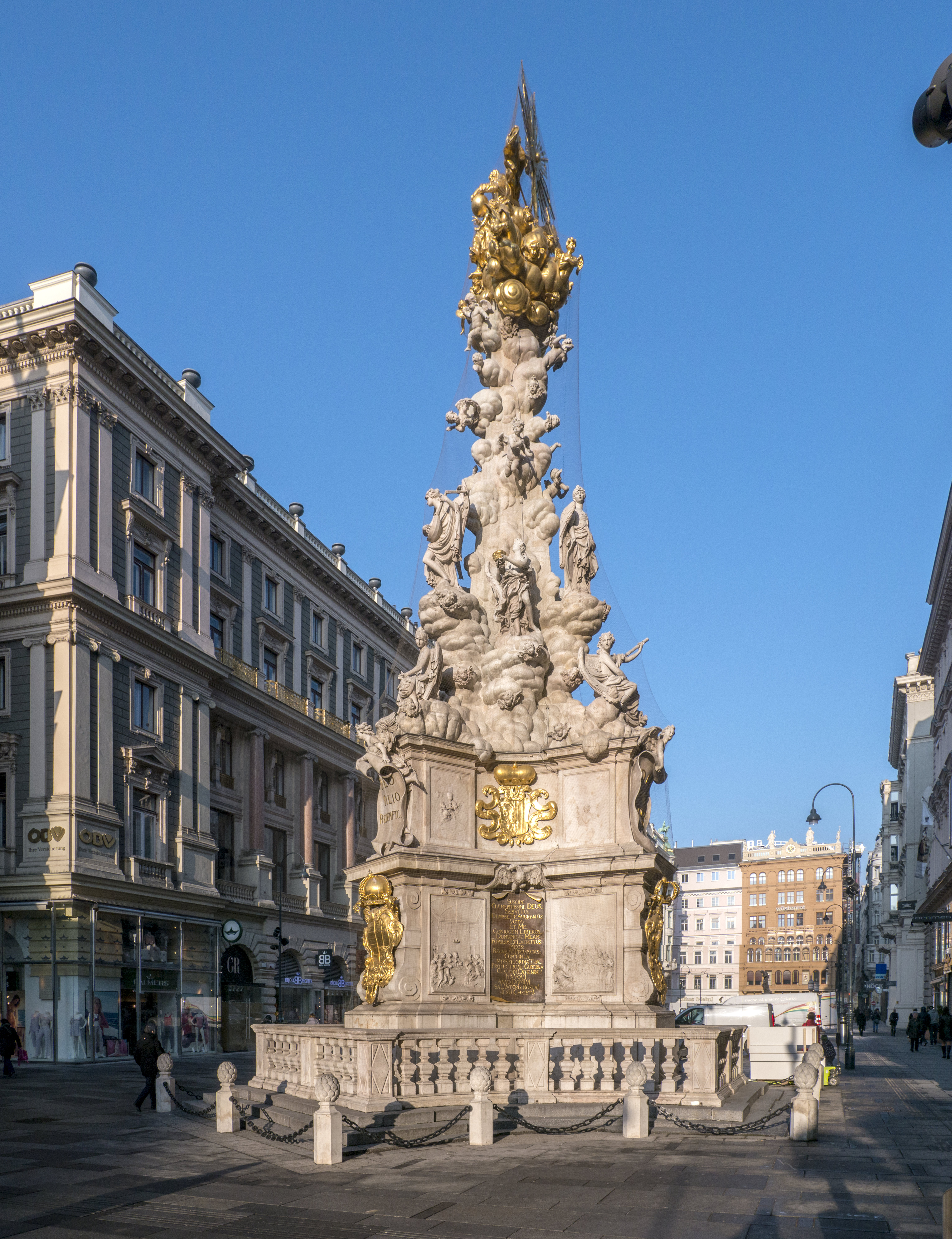
Trojstranný morový sloup ve Vídni